# 阿爾莫羅城堡

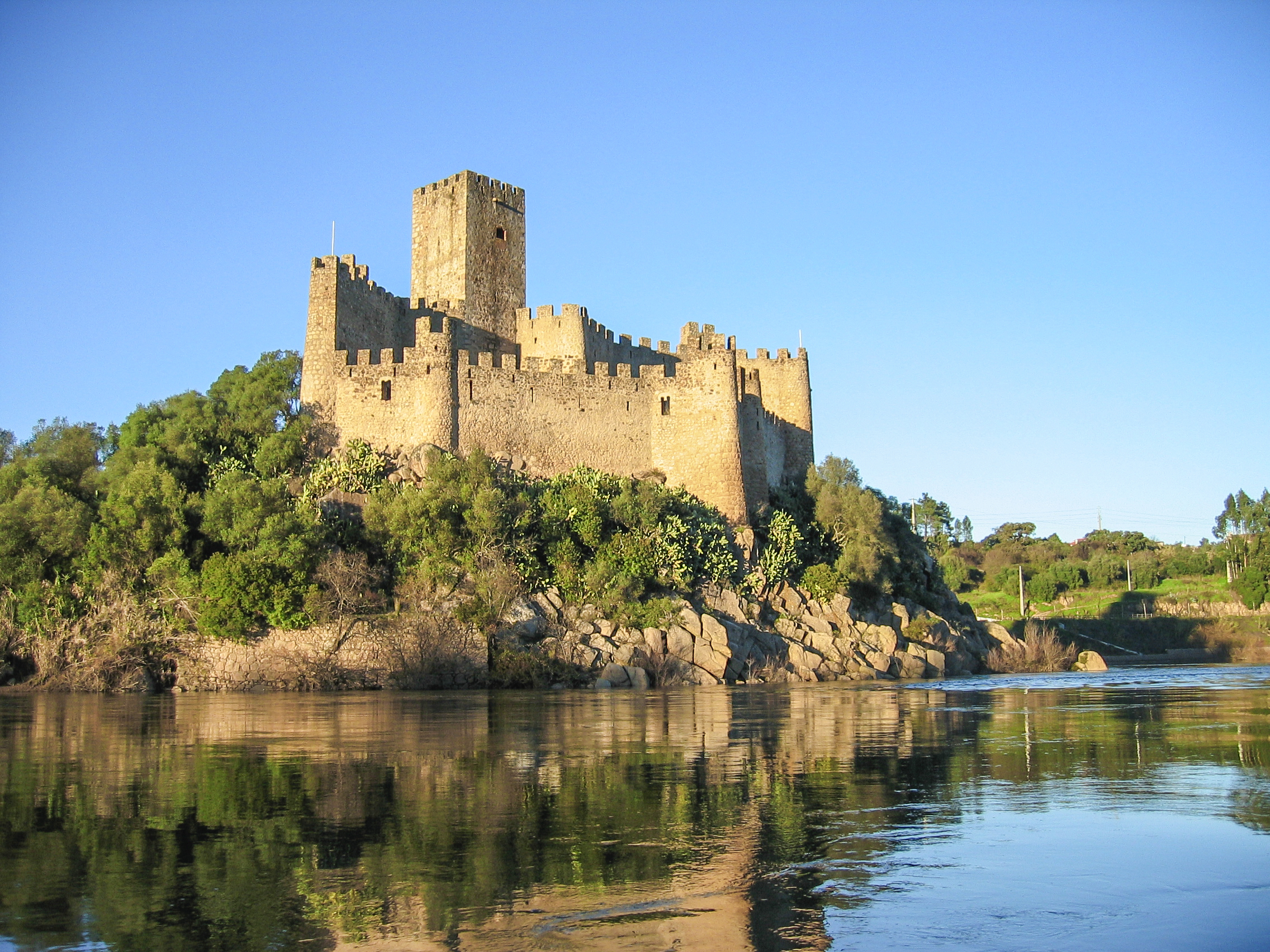

阿爾莫羅城堡（Castle of Almourol）是葡萄牙的一座城堡，位於中部大區巴爾基尼亞新鎮太加斯河的河中島嶼上。這座城堡始建於1世紀羅馬帝國時期。